# タペヤラ
タペヤラ（学名: Tapejara）は、前期白亜紀に南アメリカに生息していた翼指竜亜目の翼竜。南米で発見された歯の無い翼竜としてはトゥプクスアラに続いて2番目のものである。タペジャラと表記されることもある。
学名はブラジル先住民であるトゥピ族の神話で「古き存在」を表す言葉である。

## 形態
翼開長はおよそ1.5mであり、同時代同地域の翼竜の中では小型の部類に入る。この翼竜を特徴づけている最大の点は発見者をも驚かせた頭蓋骨である。歯を完全に失っている点、非常に側偏し丈が高くなっている点、鶏冠を持っている点、巨大な鼻前眼窩窓を持つ点などは、先年に発見されているトゥプクスアラによく似ている。
その一方で、トゥプクスアラの頭骨が最も高くなっている点は眼窩直上もしくはその少し後ろにあり、嘴先端部からその鶏冠の最高点に向かってほぼ直線的に頭骨高が大きくなる三角形状の側面形をとっているのに対し、タペヤラの場合は嘴先端部からいきなりほぼ90度に近い角度で頭骨高が高くなってそのまま頭骨前半部にある山形の鶏冠頂点で最高点を迎え、その後方で高さが減少して後頭部に繋がるため、全体的には斧の刃を前面に押し立てたような四角形に近い側面形を持っている。しかし、口先は吻端に向かう途中で下方に折れ曲がるため、頭部前端が垂直近くに切り立っていても吻端は鋭角を保っている。
鶏冠は種によって変異があり、模式種の T. wellnhoferi では楕円を半分に切ったような形状だが、T. imperator では頭骨前端部から上方に骨の棒となって伸びており、後頭部にも存在する伸長部分との間に軟組織性の膜が張っていたことが保存の良い化石から判明している。T. wellnhoferi にも同様の軟組織性の鶏冠があったかどうかははっきりしない。また、上顎ほどの高さではないが、下顎にも下に伸びた稜があった。この奇妙な鶏冠の役割としては、体温調節や、異性・種内・種間ディスプレイのためだとの説が出されている。

## 生態
食性などに関してはっきりしたことは判明していない。しかし、共産する他の翼竜同様魚食性だったとされる事もある一方で、これまで発見されていなかった果実食性の翼竜ではないかという仮説がケルナーによって紹介されている。これは、その嘴が果実食性の鳥類とよく似ていること、魚を捕っていたにしては口吻が短く巨大な鶏冠が邪魔になっていたであろうこと、その身体のサイズが現生の果実食性オオコウモリ類とほぼ同じであること、などがその根拠となっている。後の世で鳥類やコウモリ類が占める生態的地位を翼竜も占めていたとするこの説は非常に興味深い物ではあるが、しかしながら、ケルナー自身も認めているように明確な証拠に裏付けられている物ではない。

## 分布
他にも多くの翼竜化石が発見されていることで有名な、サンタナ累層から発見された。サンタナ累層はブラジル北西部のアラリペ台地に位置している。同じタペヤラ科に属するとされる仲間が中国から発見されている。

## 発見
1986年、当時リオデジャネイロ連邦大学の地球科学研究所にいたアレクサンダー・ケルナー (Alexander Kellner) は、サンタナ累層から発見された化石の個人コレクションを観る誘いを受けた。サンタナ累層からの化石は、中空で壊れやすい骨格を持つ翼竜のような化石でも驚くほど保存がよいことで有名であり、以前にアンハングエラの最初の標本が見つかったのも同じ人物のコレクションからであった。期待を持ってその招待を受けたケルナーは果たして保存の良い多くの翼竜化石がそこに含まれていることを知った。脊椎、肩帯の一部、アンハングエラと明らかに分かる頭骨の一部、など様々な翼竜化石の間に、ケルナーは石灰質ノジュールの中に埋もれた奇妙な骨を確認した。しかしその時点では見学だけということであったので、ケルナーは宝の山を前にしてその場を去らねばならなかった。
1988年になって、その化石コレクションの一部に研究許可が出た。その知らせを聞いたケルナーは喜び勇んでその日のうちにコレクションにむけて出発した。研究に供する化石を選択しているうちに、彼は2年前に見た例の奇妙な骨が入ったノジュールに再会した。そのノジュールは長さ11cm、高さ12.5cm、厚さ3cmほどの小さな物だったが、そこに垣間見える骨は非常に薄く、翼竜の骨であることは間違いなさそうだった。その奇妙さに惹かれたケルナーは、この小ささならすぐに完了するだろうとも考え、最初にクリーニングする標本としてそのノジュールを選んだ。
その当時、蟻酸を用いた化学的なクリーニング法を確立しつつあったケルナーは、この標本にもその新手法を用いることに決めた。その年の10月に始まったクリーニングが進行してしばらくすると、これが頭骨の一部ではないかと考え始めていたケルナーは、酸によって徐々に現れてきたその骨の配置の異常さに興味を持ち始めていた。そして11月になってクリーニング作業が完了すると、そこに現れていたのは、確かに翼竜の頭骨ではあるが未だ誰も予想もしなかった奇妙な形の頭骨であった。
明らかに新しい種であるこの翼竜は、その年の12月にブラジル科学アカデミーの会合でトゥピ族の神話からタペヤラと名付けられて発表され、記載論文は翌年の科学アカデミー紀要に掲載された。

## 分類
その特異さから、ケルナーは記載と同時に新科・タペヤラ科を創設し、本属を模式種としてトゥプクスアラとともにそこに収めた。現在ではトゥプクスアラがタペヤラ科に含まれるかについては議論の余地があるが、後に中国で発見された Sinopterus はタペヤラ科に属すると考えられている。

### 構成種

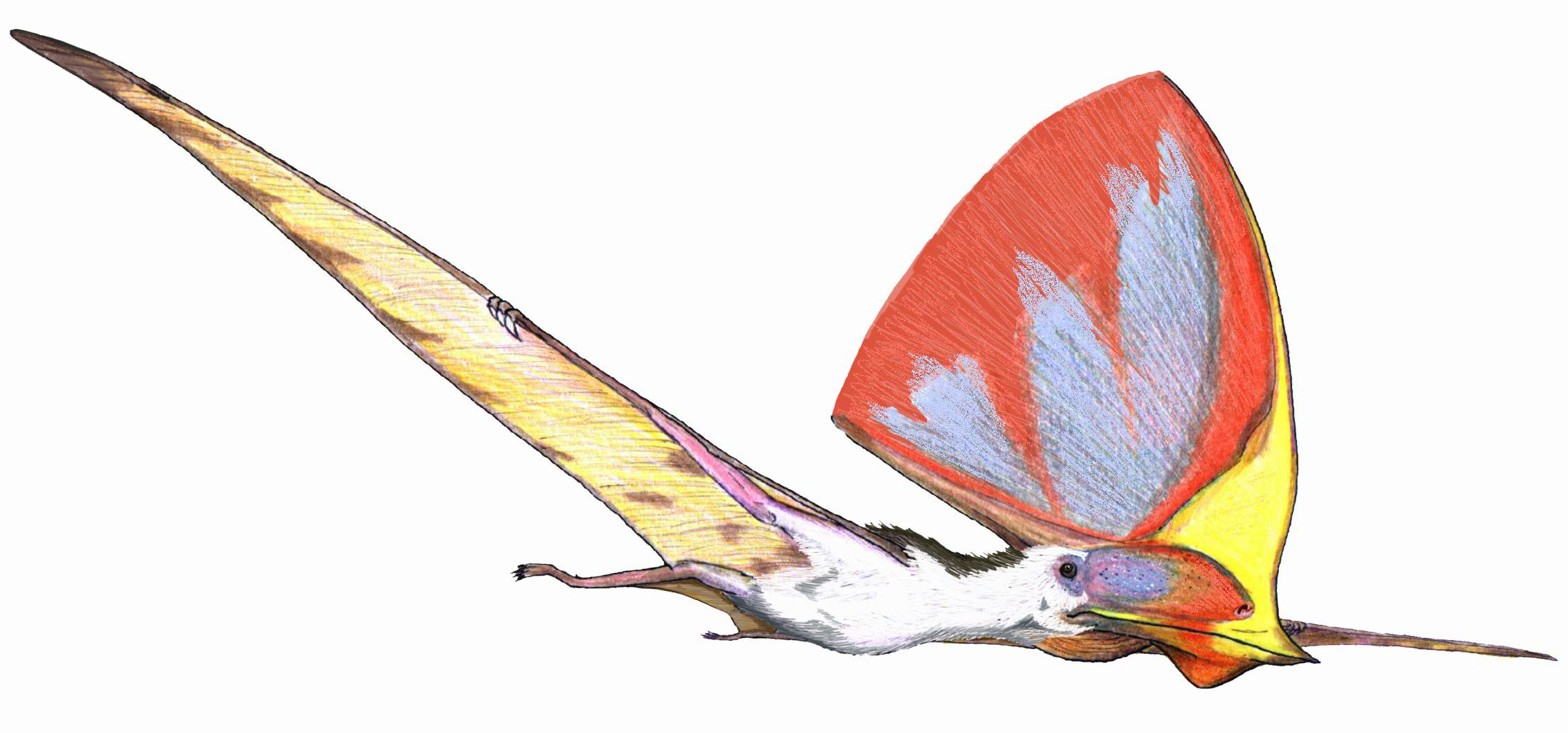
T. imperator

Tapejara wellnhoferi Kellner, 1989
本属の模式種。大きさはおよそ翼長1.5mほど。アルビアン期に相当するサンタナ累層のロムアルド部層 (Romualdo Member) から発見された。鶏冠は吻端近くに楕円を短径で二分した形状の骨質稜と後頭部に伸びた伸長部からなる。種小名は、翼竜の研究者として有名なペーター・ヴェルンホファーに献名されたものである。
Tapejara imperator Campos & Kellner, 1997
2番目に発見された種。翼長約3m。T. wellnhoferi よりも少し古い地層のクラトー部層（Crato Member：後期アプチアン期から前期アルビアン期）から発見された。頭部前端からまっすぐ上方に伸びた骨質の枝と後頭部に伸びた骨質の枝の間に軟組織性の膜が張っていたことが判明している。そのため鶏冠は非常に巨大なものになり、頭骨自体の高さで6倍、長さで2倍の範囲に伸びており、頭骨自体は頭部側面形の1/6を占めるにすぎない。種小名 imperator はラテン語で「皇帝」を意味する言葉である。本種は2007年になって、原記載者によって新属 Tupandactylus に移動し、トゥパンダクティルスTupandactylus imperator とすることが提唱されている。
Tapejara navigans Frey, Martill & Buchy, 2003
近年になって発見された。その鶏冠は上方に非常に高く伸びている一方で、後頭部への伸長部は見られない。
- T. imperator